# Hrvatska straža (tjednik, Zagreb)
Hrvatska straža je bio hrvatski katolički tjednik iz Zagreba. 
Izašle su prvi put 1. siječnja 1933., a prestale su izlaziti 24. listopada 1943. Uređivali su ih Luka Brajnović, Ivo Bogdan, Ivan Degrel, Danijel Uvanović, Ivo Lendić i Stjepan Hrastovec.